# Número de targeta bancària
El número de targeta bancària o número de compte principal (PAN ) identifica de manera única les targetes de crèdit i de dèbit, és el número d'una targeta de pagament. El PAN està codificat a la pista 2 d'una targeta de crèdit/dèbit.

## Ús
Quan es paga amb targeta, es llegeix el PAN juntament amb altra informació, que es pot implementar mitjançant bases de dades del país, entitat de crèdit, codi bancari i número de compte. El PAN s'imprimeix als rebuts de pagament amb targeta. Alguns dels dígits del PAN sovint se substitueixen per x. Això s'anomena Truncament PAN.

## Exemple d'estructura
ISO/IEC 7812 especifica l'estructura següent.
- El primer caràcter és un identificador de la indústria principal (MII).
- Els vuit primers (fins a l'abril de 2022 els sis primers) caràcters s'anomenen Número d'identificació bancària (BIN) o Número d'identificació de l'emissor (IIN). Aquests són atorgats per l'Associació Americana de Banquers (ABA).
- L'últim caràcter és un dígit de verificació, calculat mitjançant l'algorisme de Luhn.
- La longitud total és de fins a 19 caràcters.

El BIN de les targetes de dèbit alemanyes comença amb 672, el BIN de les targetes d'estalvi amb 59.
Per a les targetes de dèbit alemanyes, la codificació PAN té aquest aspecte:
| 672        | Prefix d'una targeta de dèbit alemanya |
| ppppp      | número d'institut de cinc dígits       |
| xxxxxxxxxx | número de compte de deu dígits         |
| z          | Dígit de comprovació                   |

### Número d'institut
Les principals associacions de la indústria bancària i el Banc Federal alemany han establert una numeració d'institucions separada per a les transaccions internacionals de pagament amb targeta mitjançant targetes bancàries de clients; L'entitat de crèdit que emet la targeta rep un número d'entitat de cinc dígits.

#### Composició
El número de l'institut té cinc dígits. El Bundesbank té una llista actual de codis d'ordenació bancària i el número d'institució PAN associat disponible per descarregar. Cada número d'institut s'assigna exactament a un BLZ (RoutingNumber), el contrari no s'aplica. No hi ha manera de convertir el número d'institució de 5 dígits i el codi d'ordenació bancària de 8 dígits entre si.
El primer número d'institució PAN d'un proveïdor de serveis de pagament s'enregistra a la llista de codis d'ordenació bancària del registre de dades amb la característica "1 == és un proveïdor de serveis de pagament de codi de pagament líder". Si un proveïdor de serveis de pagament té diversos números d'institució per a PAN, els altres números d'institució s'emmagatzemen a la funció 2.
Exemple: l'Aachener Bank a 52001 Aachen, Swiftcode GENODED1AAC (llista de codis d'ordenació bancària del 4 de març de 2019)
- té el número d'institut PAN 63015, que té assignat el codi bancari 39060180
- També hi ha el número d'institut 73015, que també té assignat el codi bancari 39060180